# سموم (رياح)
السموم أو رياح السموم هي رياح عنيفة حارة إذ قد تتجاوز حرارتها 54°، وهي كذلك جافة حيث أن رطوبة الهواء تقل عن 10 بالمائة.
- تتحرك هذه الرياح في قالب دوائر رملية حاملة معها حبات الرمل.
- تهب رياح السموم على العراق وفلسطين والأردن وسوريا وصحاري الجزيرة العربية. كما أن مصر تتعرض لريح السموم خاصة خلال فصلي الربيع والصيف، وهي أقوى من رياح الخماسين غير أنها لا تدوم طويلا وهي عادة تهب من الجنوب الشرقي إلى جنوب الجنوب الشرقي، وتحمل معها الرمال.

## اقرأ أيضاً
- قائمة الرياح المحلية